# الكوم الأصفر
قرية الكوم الأصفر هي إحدى القرى التابعة لمركز طهطا بمحافظة سوهاج في جمهورية مصر العربية. حسب إحصاءات سنة 2006، بلغ إجمالي السكان في الكوم الأصفر 11372 نسمة، منهم 6007 رجل و5365 امرأة.